# Sihom Lhok
Sihom Lhok is een bestuurslaag in het regentschap Aceh Besar van de provincie Atjeh, Indonesië. Sihom Lhok telt 276 inwoners (volkstelling 2010).